# Moiraïta
La moiraïta és un mineral de la classe dels sulfurs.

## Característiques
La moiraïta és una sulfosal de fórmula química Pb₁₂Sb₈As₈S₃₆. Va ser aprovada com a espècie vàlida per l'Associació Mineralògica Internacional en el mes d’agost de l'any 2024, i encara resta pendent de publicació. Cristal·litza en el sistema triclínic.
Segons la classificació de Nickel-Strunz pertany a «02.HC: Sulfosals de l'arquetip SnS, amb només Pb». Les mostres que van servir per a determinar l'espècie, el que es coneix com a material tipus, es troben conservades a les col·leccions mineralògiques del Museu Canadenc de la Natura, al Quebec (Canadà), amb el número de catàleg: 12169, i a les col·leccions mineralògiques del departament mineralògic-petrogràfic del Museu d'Història Natural de Viena (Àustria), amb el número de catàleg: O 311.

## Formació i jaciments
Va ser descoberta a Madoc, localitat del municipi de Centre Hastings, al comtat de Hastings (Ontàrio, Canadà). Aquest indret és l'únic de tot el planeta on ha estat descrita aquesta espècie mineral.